# Bitva na Las Navas de Tolosa
Bitva na Las Navas de Tolosa (španělsky Batalla de Las Navas de Tolosa, arabsky معركة العقاب‎) byl zlomový bod v historii středověkého Španělska. K bitvě došlo v pondělí 16. července 1212. Armáda kastilského krále Alfonse VIII. se spojila s armádami jeho křesťanských rivalů, Sanchem VII. Navarrským, Pedrem II. Aragonským a Alfonsem II. Portugalským v bitvě proti almohadskému vládci Muhammadu al-Nazirovi, který byl vládcem Maroka a části Alžírska a Tuniska a také jižní poloviny Pyrenejského poloostrova. Armáda Muhammada al-Nazira se skládala z lidí celého jeho impéria.

## Pozadí bitvy
V roce 711 se Arabové vylodili ve Španělsku, které ovládali Vizigóti. Vizigóti byli nejednotní a tak brzy podlehli arabské invazi. Noví vládcové se napřed pokoušeli oživit svatou válku proti křesťanům v severním Španělsku, ale brzy je od toho odvedly jiné zájmy. Španělsko, jemuž dlouhou dobu vládli Římané, bylo zemí daleko více městskou – a uhlazenou – než Afrika. Arabové sem přinesli svojí poezii, umění a architekturu, kterou pochytili od národů, které ovládli (Mezopotámci, Peršané). Židé a křesťané zde měli svobodu vyznání. V Al-Andalusu (muslimském Španělsku) vzkvétala kultura a vzdělanost. Ve zbytku Španělska bylo daleko méně projevu civilizace.

### Zbytek Španělska
Muslimům se nikdy nepodařilo dobýt celý Pyrenejský poloostrov. Sever Španělska byl svobodný a žili zde křesťanští rytíři, knížata a králové. Po dlouhou dobu neexistovala žádná organizovaná reconquista. Španělští páni nejen žárlili jeden na druhého, ale přispívali k rozdělení svého území ještě tím, že dělili svá panství mezi své syny. Naštěstí pro křesťany muslimští Maurové byli také často v rozepři a nikomu se nechtělo bojovat proti odhodlaným křesťanům. Avšak roku 1172 muslimský Al-Andalus dobyli a sjednotili odhodlaní Almohadé a chystali se napadnou Kastilii, největší a nejrozpínavější z křesťanských španělských států.

### Předehra k bitvě
Almohadé skutečně zaútočili na Kastílii a krále Alfonse VIII. porazili. Po této bitvě se muslimští Maurové zmocnili části území a několika měst, ale Kastilie zdaleka nebyla na kolenou. V roce 1211 Muhammad al-Nazir překročil Gibraltar a vstoupil s obrovskou armádou do Španělska. Samotní křesťané začali také verbovat vojsko a papež Inocenc III. vyhlásil proti španělským Maurům křížovou výpravu.

### Pohled na obě armády

#### Muslimské vojsko
Skládalo se z vojáků celého muslimského světa. Byli zde bojovníci z Íránu, Turkestánu, Tunisu, Alžírska a samozřejmě Maurové ze samotného Pyrenejského poloostrova. Většina muslimské armády se skládala z jezdectva, mezi nimiž nechyběli ani turečtí jízdní lučištníci. Jako vždy muslimové sázeli na převahu lehkých jezdců na rychlých koních, kteří měli jen lehkou nebo skoro žádnou zbroj a na nepřítele útočili z dálky svými šípy a oštěpy. Poněkud zvláštním úkazem byla chalífova elitní garda tvořená africkými muži tmavé pleti, ti byli vzájemně spoutáni řetězy, aby nemohl žádný z bitvy předčasně uprchnout. Muslimská armáda byla také početně o dost větší než křesťanská a muslimové byli pevně přesvědčeni, že vítězství mají na dosah.

#### Křesťanské vojsko

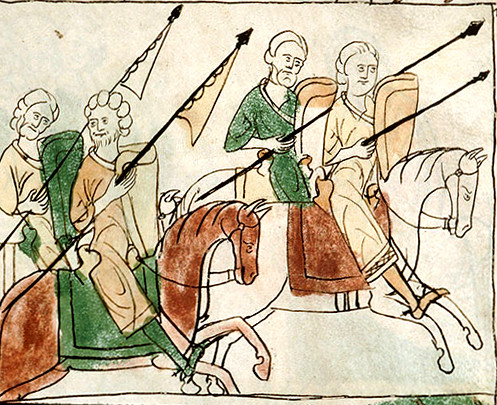
Dobové vyobrazení rytířů, 1197

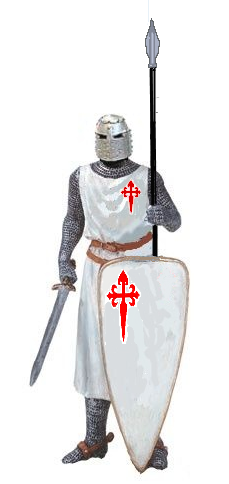
Rytíř Řádu sv. Jakuba z Compostely

Skládalo se z vojáků a šlechticů celé Evropy. Alfonsovi verbíři obcházeli evropské dvory a nabírali jak urozené rytíře, tak i běžné žoldnéře. Evropští křesťané měli zcela odlišnou taktiku a styl boje než muslimové. Užívali sevřených formací těžké jízdy rytířů oblečených do těžké zbroje a vyzbrojených štíty, kopími a meči. Křesťanů sice bylo početně méně, ale měli pevnou morálku, hlavně díky papežově vyhlášení křížové výpravy. Možnost odpuštění předchozích hříchů byla silnou motivací pro křesťanské vojsko.

### Al-Názirův plán
Al-Nazirův plán spočíval v tom, že odláká nepřátele od jejich základen a střetne se s nimi v místě, kde by měl vybudovanou silnou pozici, kterou by křesťané nedokázali prolomit. Počítal s tím, že jim zanedlouho dojdou zásoby a budou se muset stáhnout. Poté se stanou oběťmi muslimských jízdních lučištníků. Opevnil horské průsmyky v pohoří Sierra Morena severně od řeky Guadalquivir. Alfonsovi spojenci se chtěli stáhnout a přemlouvali kastilského krále k ústupu. Alfonso chtěl v tažení pokračovat. Křesťanské vojsko zachránil ovčák. Ukázal jim cestu, kterou se dá opevnění obejít a dostat se muslimům soustředěným na nevelkých plošinách uprostřed hor do zad. Muslimská armáda byla obrovská a Muhammad al-Nazir se zdržoval uprostřed, byl obklopen palisádou a svou osobní stráží. Křesťané se chystali na útok.

## Bitva

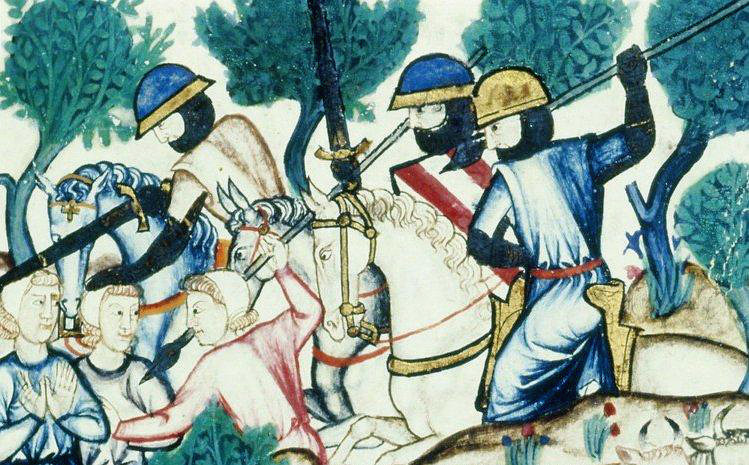
Útok křesťanských rytířů v Cantigas de Santa Maria

Muslimský prapor ukořistěný v bitvě

Křesťané byli rozděleni na tři části. Na levé křídlo pod vedením Pedra II. Aragonského, na pravé křídlo pod vedením Sancha VII. z Navarry a na střed, kterému velel Alfonso VIII. Kastilský. Křesťané zaútočili. Byl to boj, jaký jim vyhovoval: divoký zápas muže proti muži. Křídla vedena Sanchem VII. a Pederem II. zatlačovala obě muslimská křídla do skalnatých zalesněných kopců, kde měli muslimští jezdci málo prostoru a byli hromadně pobíjeni křesťanskými vojáky.

### Zarputilý souboj
Avšak ve středu, kde velel křesťanům Alfonso VIII. se muslimům dařilo před zraky panovníka zatlačovat křesťany. Alfonso, který si uvědomoval nebezpečí se vrhl do útoku a jeho vojáci ho následovali. Muslimové začali i ve středu pomalu ustupovat. Do historie se zapsal útok Sancha VII., který zaútočil na palisádu a pobil všechny osobní stráže Muhammada al-Nazira, ale muslimský vládce uprchl z bojiště.

### Konec muslimské armády
Když muslimská armáda uviděla prchat svého panovníka, propadla panice a pokoušela se o útěk. Většina z jejich vojáků se daleko nedostala. Rozpoutalo se hrůzné krveprolití. V jeho důsledku téměř vyhynula válečná aristokracie nejen v muslimském Španělsku, ale také v severní Africe. Ztráty utrpěly i Egypt a Arábie a byly patrné až ve Střední Asii.

## Důsledek bitvy

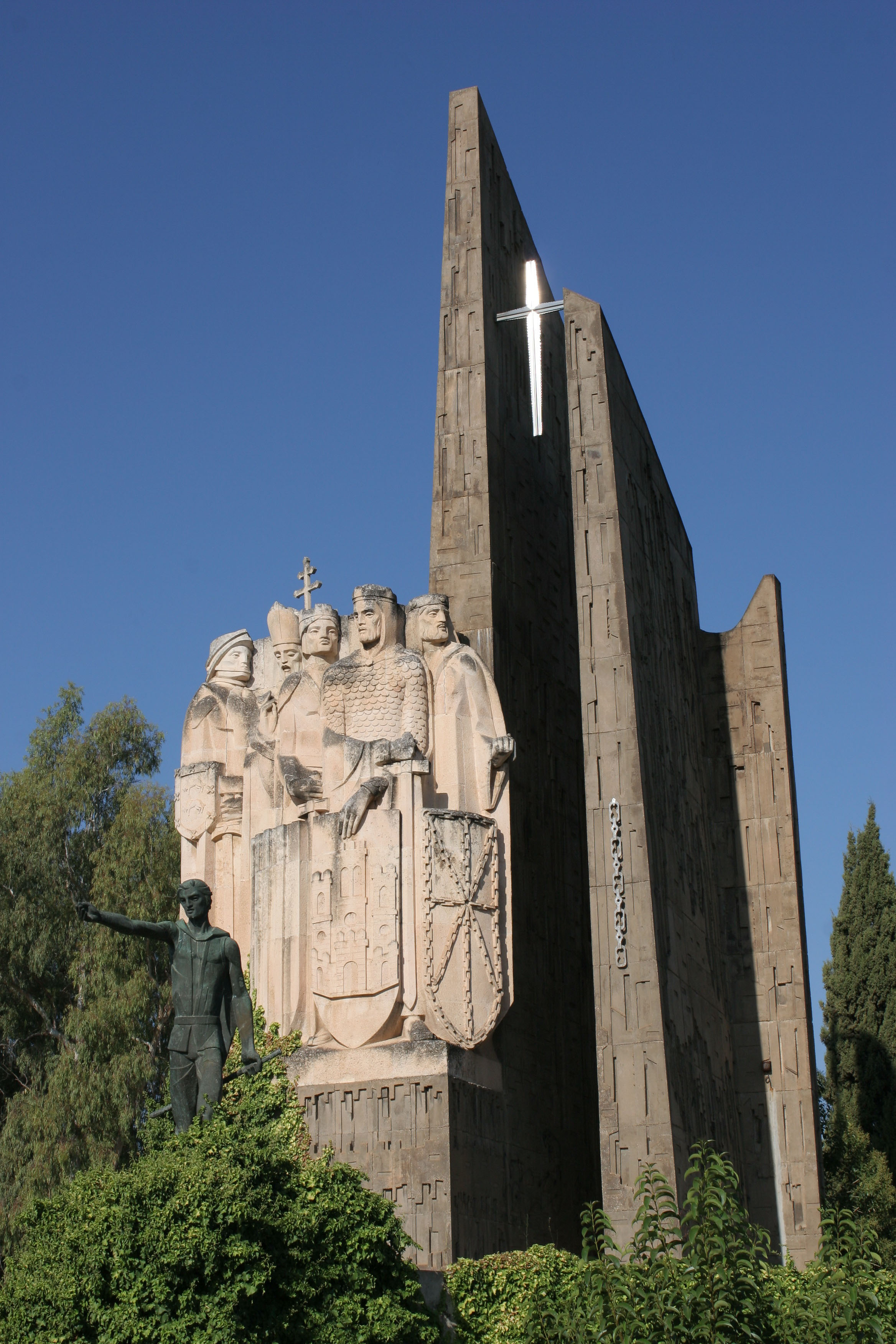
Památník bitvy

Nový znak Navarry

Události, které následovaly po muslimy tak drtivě prohrané bitvě, by se mohly zdát nepřiměřené. Křesťanská armáda obsadila několik měst a hradů, načež se vrátila domů. Alfonso Kastilský zemřel dva roky po bitvě a tak už křesťané přestali dále dobývat. Avšak okamžitě po bitvě se začalo rozpadat Almohádské království jak ve Španělsku, tak i v severní Africe a padesát let po bitvě úplně zaniklo.
V roce 1269 se Maridindská dynastie zmocnila afrického území Almohádů a později se začala angažovat i na Pyrenejském poloostrově, když vojensky podporovala Granadský emirát. V roce 1340 se pak pokusila obnovit i almohadské španělské panství, ale její invazní armáda byla rozdrcena v poslední velké bitvě reconquisty na Río Salado.
Muslimský stát ve Španělsku musel platil tribut křesťanským králům. Muslimské státy postupně zanikaly, až zůstala jediná Granada daleko na jihu. Granada byla dobyta Isabelou Kastilskou a Ferdinandem Aragonským (byli manželé) roku 1492 a tím byli muslimové vyhnáni z Pyrenejského poloostrova. Stejného roku se na západ plavil Kryštof Kolumbus a objevil Ameriku. Takže bitva u Las Navas de Tolosa se stala nejen zlomovým bodem ve španělské historii, ale zlomovým bodem celé historie.